# Rhimphoctona rufocoxalis
Rhimphoctona rufocoxalis är en stekelart som först beskrevs av Clement 1924.  Rhimphoctona rufocoxalis ingår i släktet Rhimphoctona och familjen brokparasitsteklar. Arten är reproducerande i Sverige. Inga underarter finns listade i Catalogue of Life.